# Zoo TV Tour
A Zoo TV Tour, vagy csak Zoo TV, az ír U2 együttes 1992-ben és 1993-ban lezajlott világ körüli koncertturnéjának neve, amellyel a legnagyobb sikereket érték el, és a legnagyobb hírnévre tettek szert. Az eddigi munkáikkal és koncertjeikkel ellentétben most az előtérbe került a multimédia, és az előadók sokkal extravagánsabbul viselkedtek egyaránt a színpadon és azon kívül.

Az Achtung Baby 1991-es megjelenésekor mondta az albumról Bono: „olyan a hangzása, mintha négy férfi megpróbálná kivágni a józsué fát”, mellyel utalt az albumon uralkodó hangzásvilágra, amelyet az együttes idáig nem engedett meg magának, valamint az új imázzsal együtt olyan dolgokat is megtettek, amelyet idáig nem tehettek. A turné eleinte fedett sportarénákban zajlott, de az idő múlásával az érdeklődés egyre nőtt, emiatt egy stadionturnét szerveztek Amerikában és Európában egyaránt, majd az év végén eljutottak a Déli-féltekére és Japánba is. A turné közben az együttes felvett és kiadott egy albumot Zooropa néven, melyről néhány dalt már játszottak Európában, de igazán csak az ötödik szakaszban vették fel a koncert programjába az album anyagait. A U2 történetében először (és eddig utoljára) az együttes fellépett Magyarországon, a budapesti Népstadionban, 1993. július 23-án.

## A koncertek

### Első szakasz
Koncertek száma: 32

Helyszín: Észak-Amerika

### Második szakasz
Koncertek száma: 25

Helyszín: Európa

### Harmadik szakasz: „Outside Broadcast”
Koncertek száma: 47

Helyszín: Észak-Amerika

### Negyedik szakasz: „Zooropa Tour” '93
Koncertek száma: 44

Helyszín: Európa

### Ötödik szakasz: „Zoomerang”; „New Zooland”; „Zooropa Japan”
Koncertek száma: 10

Helyszín: Ausztrália, Új-Zéland, Japán

Részletesebb leírás: 

## A színpad
A színpadot, csakúgy mint a U2 eddigi és későbbi színpadait, Willie Williams tervezte. Felépítése eltért az eddigiektől, ez volt az első U2 színpad, amely B-színpaddal rendelkezett és kivetítőt használt. Az együttes feje felett két Trabant volt felfüggesztve, melyek reflektorokkal voltak felszerelve, és néha ritmusra mozogtak. A színpadot 52 kamion szállította, a súlya meghaladta az 1200 tonnát, valamint majdnem 3 mérföldnyi kábelt használtak.

## A koncert
A koncertek mindig (kivéve egy alkalmat) a Zoo Station című dallal kezdődtek, majd egy hosszú blokk következett, amiben csak az Achtung Baby-ről játszottak dalokat, mint a The Fly, Even Better Than The Real Thing, Mysterious Ways, One, Until The End Of The World. Az első két szakaszban ezek után még két Achtung Baby dal következett, a Who's Gonna Ride Your Wild Horses, és a Tryin' To Throw Your Arms Around The World, ám az Outside Broadcast után már az előbbit nem játszották, az utóbbi kitartott a turné végéig, de ezt sem játszották mindenhol.

A hosszú blokk után az együttes kivonult a B-színpadra, ahol előadták az előző album (Rattle and Hum, amely még a U2 blues korszakába tartozott) nagy sikerét, az Angel Of Harlem című dalt. Ezután a későbbi koncerteken következett a Stay (Faraway, So Close!) a Zooropa albumról, és egy-két feldolgozás, leggyakrabban a Satellite Of Love Lou Reed-től, vagy a Dancing Queen az ABBÁ-tól. Nagyjából idáig tartott ki Bono első karaktere a koncert alatt a Fly. Ezután egy lassabb dallam következett, a turné első szakaszaiban a Bad, az utolsó szakaszban pedig a Dirty Day. Ezután jött a The Joshua Tree klasszis, a Bullet The Blue Sky, majd a Running To Stand Still, ami az előző két turnéval ellentétben nem zongorával, hanem elektromos gitárral volt kísérve. Itt öltötte fel Bono a második karakter arcát, az Anty-Smack Commando embert. A fő szett a Where The Streets Have No Name, és a Pride (In The Name Of Love) párossal fejeződött be, amely néha a korai szakaszokban kiegészült még az I Still Haven't Found What I'm Looking For című dallal.

Ezután több perces szünet következett, amely alatt általában a szarajevói ostromról mutattak videókat, néha élőben, műholdas kapcsolattal. Utána újra megjelent az együttes a színpadon a Desire, később a Daddy's Gonna Pay For Your Crashed Car című dallal és Bono újabb perszónájával a Diszkógömb Emberrel (Mirrorball Man), később Mr. Macphisto-val. Ezután a záró blokk következett, ahol Bono véglegesen levetkőzte az utolsó perszónáját is, majd a koncertet a Love Is Blindness című dallal zárták le, de később már Elvis Presley Can't Help Falling In Love című dalával búcsúztak.

## Látványelemek és egyebek
A koncert bevezetője közben egy hosszú montázs volt összevágva, amit levetítettek a kijelzőkön. A nyitószámnál a képernyőkön olyan kép jelent meg, mint amikor a televízióban elmegy az adás, majd Bono jelent meg, lassan emelkedve fel a színpadra. A The Fly alatt szavak futottak át a kijelzőkön, melyeknek néha semmi értelmük nem volt, néha pedig fontos politikai témákat, vagy problémákat közelített meg szatirikusan; például: Emergency, Kenya, Rock, Future, Is, Fantasy, Rape, Sexy, Bomb, és végül a dal végén egy teljes mondat: Everything You Know Is Wrong, vagyis minden amit tudsz, az rossz. Volt, hogy Bono elővett egy távirányítót és bekapcsolta a Zoo TV-t, amin műholdon keresztül jött a kapcsolat. Az Until The End Of The World alatt visszaszámlálás ment a képernyőkön, vagy éppenséggel ugyanolyan montázs, mint a The Fly-nál, csak számokkal. A Pride (In The Name Of Love) alatt megjelent a képernyőkön Martin Luther King, akinek az egyik beszédjéből jelenítettek meg 1-2 percet. Az első ráadásnál Bono egyik alteregója képében (Mirrorball Man, vagy Mr. Macphisto) telefonálni kezdett, volt, hogy az Egyesült Államok elnökét hívta, vagy pizzát rendelt 70 000 ember számára.

## Bono alteregói

### The Fly - A Légy
Az első, amely megszületett és amelyik meg is jelent a színpadon. Nevét onnan kapta, hogy Bono a The Fly című számot ennek a karakternek a bőrébe bújva írta meg, valamint az a szemüveg, amit hordott. A karakter természete egy vérbeli rocksztár megtestesítője, aki nem fél kimondani semmit, valamint teljesen ellentmond a U2 eddigi viselkedésének. A napszemüveg az új U2 megtestesítője lett, amely eltakarta Bono szemét, aki az addigi koncerteken mindig szemkonktaktust vett fel a közönségével. Eredetileg csak ennek a turnénak lett volna a kelléke, de Bono allergiája miatt is kénytelen volt hordani (hogy eltakarja a duzzanatot a szemein), emiatt lett a védjegye.

Öltözete: Fekete bőrruha, nagylencséjű fekete napszemüveg.

### Anti-Smack Commando
Ez a karakter csak két dal erejéig volt jelen a színpadon. Katonaruhában, vezetéknélküli, arcra rögzíthető mikrofonnal, és egy amerikai zászló mintájú esernyővel táncolva énekelte el a Bullet The Blue Sky című dalt szarkasztikusan kigúnyolva az Egyesült Államok agresszióját. A Running To Stand Still alatt letette az esernyőt, és mivel a dal eredeti témája is a drogok voltak, azt játszotta el, mintha egy tűt szúrna a karjába, majd ezután a Hallelujá-t kezdte énekelni, majd térdre rogyott. Az ezutáni 1 perces szünetben, amíg a Where The Streets Have No Name intrója ment, az Anti-Smack Commando eltűnt, és Bono már öltönyben, napszemüveg nélkül tért vissza az első blokk utolsó 2-3 dalához.

Öltözete: Amerikai katonai egyenruha, fekete napszemüveg.

### Mirrorball Man - Diszkógömb ember
A ráadásnál jelent meg a turné első három szakaszánál. Általában vitt magával egy tükröt is, amiben nézegette, vagy csókolgatta saját magát. Ez a karakter is Amerikát játssza el (persze görbe tükörből), mivel egy pénzmániás, egoista amerikait játszik.

Öltözete: Ezüstszínű öltöny és nadrág, szürke napszemüveg. Gyakran volt egy tükör is.

### Mr. Macphisto
A turné utolsó két szakaszában „kelt életre”, de mégis ő a leghírhedtebb karakter. Az ördögöt jött létre megformázni, ezért Bono kisminkelte az arcát fehérre, és vörös szarvakat hordott a koncert alatt. Kissé orrhangja volt, de ez mégis nagyon hozzáillett. A koncerteken ő végezte a telefonhívásokat (Magyarországon például Thürmer Gyulát hívta fel), és énekelt is a telefonba. Gyakran volt, hogy akit felhívott (általában politikusokat), megköszönte a gratulációt és az éneket, pedig nem tudta, hogy igazából az Ördög hívta fel és egy egész stadion nevetett rajta.

Öltözete: Aranyszínű csillámló öltöny és nadrág, magasított talpú cipő, fehérre sminkelt arc, rúzsozott száj és szarvak.

## Példa koncertek

### Első szakasz:1992.április 26.Houston
01. Zoo Station

02. The Fly

03. Even Better Than The Real Thing

04. Mysterious Ways

05. One

06. Until The End Of The World

07. Who's Gonna Ride Your Wild Horses

08. Tryin' To Throw Your Arms Around The World

09. Angel Of Harlem

10. Satellite Of Love (Lou Reed feldolgozás)

11. Bad

12. Bullet The Blue Sky

13. Running To Stand Still

14. Where The Streets Have No Name

15. Pride (In The Name Of Love)

16. I Still Haven't Found What I'm Looking For

Szünet

17. Desire

18. Ultra Violet (Light My Way)

19. With Or Without You

20. Love Is Blindness

### Negyedik szakasz:1993.július 23.Budapest
01. Zoo Station

02. The Fly

03. Even Better Than The Real Thing

04. Mysterious Ways

05. One / Unchained Melody (Elvis Presley feldolgozás)

06. Until The End Of The World

07. New Year's Day

08. Numb

09. Angel Of Harlem

10. When Love Comes To Town

11. Satellite Of Love (Lou Reed feldolgozás)

12. Bad

13. Bullet The Blue Sky / Let It Be (The Beatles feldolgozás)

14. Running To Stand Still

15. Where The Streets Have No Name

16. Pride (In The Name Of Love)

Szünet

17. Desire

18. Ultra Violet (Light My Way)

19. With Or Without You

20. Love Is Blindness

21. Can't Help Falling In Love

### Ötödik szakasz:1993.december 4.Auckland
01. Zoo Station

02. The Fly

03. Even Better Than The Real Thing

04. Mysterious Ways

05. One / Unchained Melody (Elvis Presley feldolgozás)

06. Until The End Of The World

07. New Year's Day

08. Numb

09. Tryin' To Throw Your Arms Around The World

10. Angel Of Harlem

11. Stay (Faraway, So Close!)

12. Satellite Of Love (Lou Reed feldolgozás)

13. Dirty Day

14. Bullet The Blue Sky

15. Running To Stand Still

16. Where The Streets Have No Name

17. Pride (In The Name Of Love)

Szünet'

18. Daddy's Gonna Pay For Your Crashed Car'

19. Lemon'

20. With Or Without You'

21. Love Is Blindness'

22. Can't Help Falling In Love

## Filmek és összefoglalás
A turnéról egy filmet adtak ki hivatalosan: Zoo TV: Live from Sydney.

Első szakasz: Egyesült Államok és Kanada, 32 előadás.

Második szakasz: Európa, 25 előadás

Harmadik szakasz: Egyesült Államok, Kanada és Mexikó, 47 koncert.

Negyedik szakasz: Európa, 44 koncert

Ötödik szakasz: Ausztrália, Új-Zéland és Japán, 10 koncert

158 koncertből álló turné. A U2 egyik legsikeresebb és leghíresebb turnéja.

## Külső hivatkozások
- Hivatalos oldal
- U2 Turnék